# Christian Geleen
Christian Geleen (¿?-Bayona, 1710) un médico, miembro de la camarilla de Mariana de Neoburgo, esposa de Carlos II de España.

## Biografía
Vino a España en el cortejo que acompañaba a Mariana desde Alemania. A la llegada de este a La Coruña, fue jurado médico de la cámara de la reina el 11 de abril de 1690. Desde su llegada sería parte del entorno de confianza de Mariana de Neoburgo junto con otros personajes como la condesa de Berlips, sus confesores Francisco Rhem y Gabriel de Chiusa o el tenor Matteuccio.
En 1694 sería también nombrado médico de la cámara del rey. Durante la década de 1690 participó con su opinión en los tratamientos aplicados a Carlos II, que no gozaba de buena salud. Durante la agonía de Carlos II fue especialmente crítico con el tratamiento aplicado. Durante su estancia en España, mantuvo una rica correspondencia con el hermano de Mariana de Neoburgo, Juan Guillermo, Elector Palatino.
Tras la muerte de Carlos II en 1700 continuó sirviendo a Mariana de Neoburgo, acompañándola a Toledo en 1701 y después en su exilio de Bayona. 
Murió en 1710 y fue  sustituido, como médico de Mariana, por Francisco Estendeau.

### Individuales
1. ↑  González Ludeña, Carlos (2020). ««PARA QUE CANTE MATEUCHO Y TODOS LOS DEMÁS»: MÚSICA EN LA REAL CÁMARA EN EL OCASO DE VIDA DE CARLOS II». Revista de Musicología 43 (1): 131-154. ISSN 0210-1459. Consultado el 2 de noviembre de 2022.
2. ↑  Santiago en la historia, la literatura y el arte. Editora Nacional. 1954. Consultado el 2 de noviembre de 2022.
3. ↑  Instituto Español de Musicología (1956). Anuario musical. El Instituto. Consultado el 2 de noviembre de 2022.
4. ↑  López Arandia, María Amparo (2011). «El poder de la conciencia. Fray Gabriel de Chiusa, confesor de Mariana de Neoburgo». La dinastía de los Austria: las relaciones entre la Monarquía Católica y el Imperio,  Vol. 2, 2011, ISBN 978-84-96813-53-3, págs. 1089-1110 (Polifemo): 1089-1110. ISBN 978-84-96813-51-9. Consultado el 12 de octubre de 2021.
5. ↑  Egido López, Teófanes (1980). «El motín madrileño de 1699». Investigaciones históricas: Época moderna y contemporánea (2): 253-294. ISSN 0210-9425. Consultado el 2 de noviembre de 2022.
6. ↑  Baviera, Adalberto, príncipe de; Maura Gamazo, Gabriel (2004). Documentos inéditos referentes a las postrimerías de la Casa de Austria en España. Real Academia de la Historia. p. 1350. ISBN 978-84-259-1275-7. Consultado el 2 de noviembre de 2022.